# ヘルヴェルティア (小惑星)
ヘルヴェルティア (801 Helwerthia) は小惑星帯の小惑星である。ドイツの天文学者マックス・ヴォルフがハイデルベルクのケーニッヒシュトゥール天文台で発見した。
C型小惑星に分類され、エウノミア族と同様の軌道を回るが、構成が異なるために、エウノミア族には分類されない。
発見者の母親であるエリス・ヘルヴェルス＝ヴォルフにちなんで命名された。